# Samira Saïd

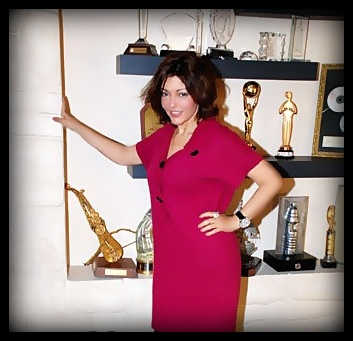
Samira Saïd (2013)

Samira Saïd (arabisch سميرة سعيد Samira Sa'id, DMG Samīra Saʿīd; * 1. Oktober 1957 in Rabat; bürgerlicher Name: Samira Bensaïd) ist eine marokkanische Sängerin.

## Werdegang
Saïd wurde in Rabat geboren, wo sie auch aufwuchs. Ihre Karriere startete sie schon sehr früh. Sie trat 1980 für Marokko beim Eurovision Song Contest mit dem Titel Bitakat hob an. Trotz ihres vorletzten Platzes dort, wurde sie schnell zum Star der Charqi-Musik und verbuchte auch in Europa Hitlisteneinträge. Mittlerweile gilt sie als eine der erfolgreichsten Sangeskünstlerinnen der arabischen Welt und feiert noch heute mit ihren Veröffentlichungen große Erfolge.
Sie heiratete Moustapha Naboulssi, einen marokkanischen Geschäftsmann, mit dem sie einen Sohn hat. Heute lebt sie in Kairo, Ägypten.
Gemeinsam mit Cheb Mami veröffentlichte sie das Stück Youm wara youm (Habibi) (dt. Tag für Tag (Liebling)).

## Diskografie

### Alben (Auswahl)
- 1983: Ketr Al Kalam
- 1985: Youm Akablak Fih
- 1988: Ghariba
- 2001: Leila Habibi
- 2004: Aweeny Beek
- 2008: Ayam Hayati
- 2013: Mazal

### Singles (Auswahl)
- 1980: Bitakat hob
- 1980: Al Gany Baad Youmen
- 1998: A'al bal
- 1999: Ah Bahebak
- 2002: Youm Wara Youm (mit Cheb Mami)
- 2004: Aweeny Beek
- 2004: Ala Eih
- 2006: Kollena Ensan
- 2008: Awam Keda
- 2015: Hawa Hawa
- 2015: Mahassalsh Haga
- 2022: Yallah Rouh